# Ийский сумон
Ийский сумон — административно-территориальная единица (сумон) и муниципальное образование со статусом сельского поселения в Тоджинском кожууне Тывы Российской Федерации.
Административный центр и единственный населённый пункт сумона — село Ий.

## Население
| 2017 | 2018  |
| ---- | ----- |
| 1394 | ↗1420 |